# Idy (vezír)
Idy byl důležitým staroegyptským úředníkem 8. dynastie. Byl synem Šemaje, který je také známý z několika památek a Koptských vyhlášek. Jeho matkou byla princezna Nebet.
Na Koptoských dekretech nese titul vezíra i další tituly. Dekrety jsou datovány za krále Neferkauhora a Neferirkarea. Jedna vyhláška (nazývaná dnes Koptos M) je adresována Šemajovi a datuje se za Neferkauhora. Podává zprávu o jmenování Idyho dozorcem Horního Egypta. Druhá (Koptos Q) zmiňuje dění v chrámu Mina v Koptu. Ve třetím dekretu (Koptos R) nese Idy tituly vezíra. Ve vyhlášce chrání král Idyho sochy a pohřební kult. Dekret je datován za krále Neferirkarea, nástupce Neferkauhora. Zdá se, že Idy převzal mnoho pozic po svém otci.
Idy je také známý z nápisů v hrobce svého otce Šemaje. Jeden nápis uvádí, že Idy našel kapli svého otce a opravil ji. Druhý nápis uvádí, že král Pepy Neferirkare (druhé jméno je částečně zničeno) poslal někoho, kdo by mu přinesl sarkofág a kameny pro tuto otcovu hrobku. Přeprava sarkofágu je také zobrazena na jedné zdi v Šemajově hrobce. Zde je také zmíněn místní úředník a nejstarší syn krále User.